# Chaquetía

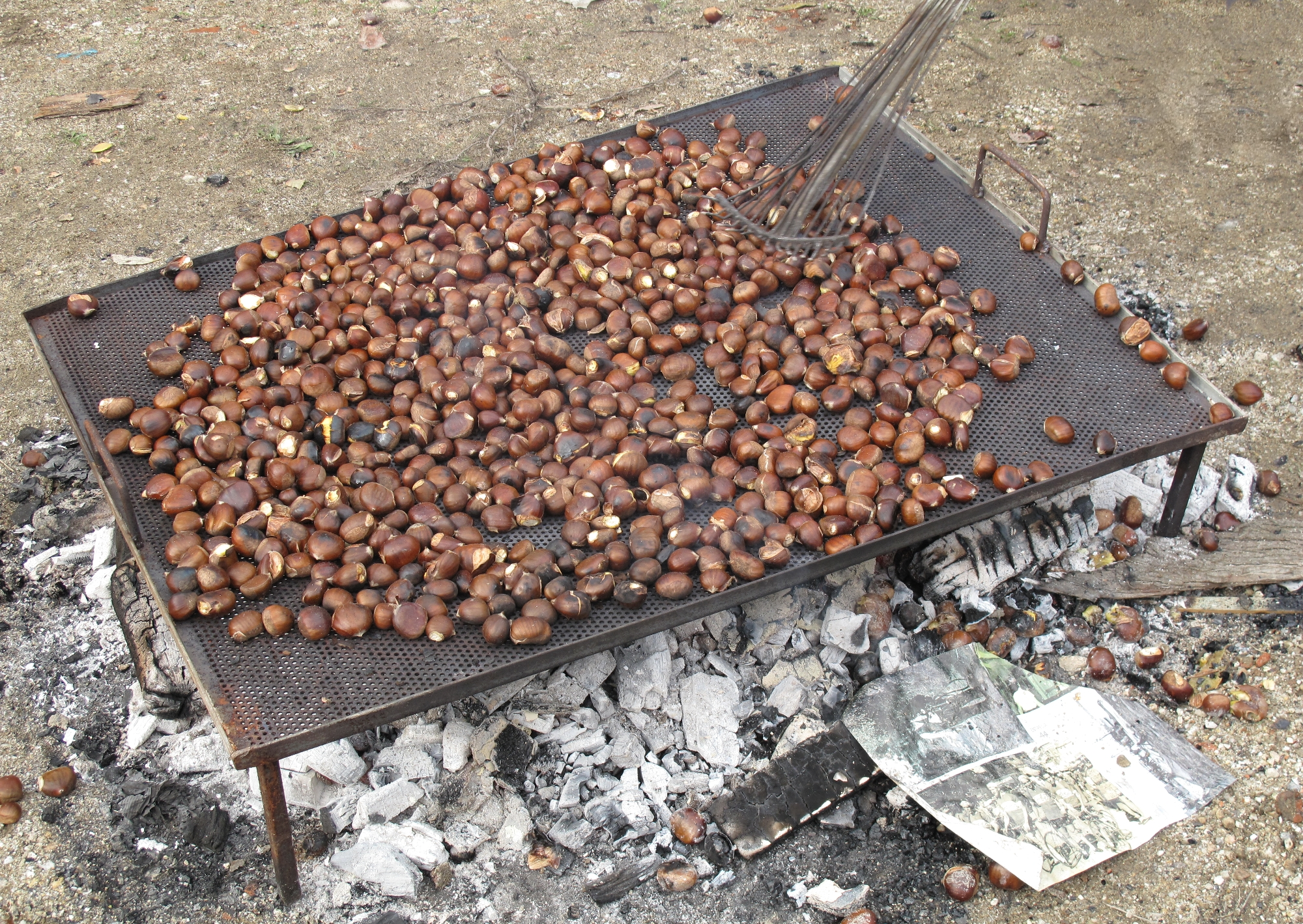
Asando castañas

En determinadas partes de Extremadura, se denomina chaquetía a la merienda del día 1 o 2 de noviembre que se hace en el campo y en la que se consumen frutos del tiempo como higos pasos, nueces, bellotas, granadas, castañas y preparados como el dulce de membrillo y también ciertas tortas típicas, bollas, o panes especiales. En muchos pueblos la gente joven sale a pedir dichos productos de casa en casa. Es una tradición que se sigue realizando en localidades de las comarcas de Extremadura como Pescueza, Arroyo de San Serván,
Aceuchal, Almendralejo, Calzadilla de los Barros, Herrera del Duque, Usagre, Los Santos de Maimona, Zafra Bienvenida, Esparragalejo, La Garrovilla, Puebla de Alcocer, Coria, CHIQUITÍA en  Moraleja, SAQUITÍA en Cilleros, Mérida, Villafranca de los Barros o Villar del Rey. En el norte de Extremadura recibe también los nombres de chiquitía, calvochá, carbochá o magosto. En Cilleros se llama “La borrajá”, se solía hacer fuego, de ahí el borrajo o borraja,  para asar las castañas. 
En muchos pueblos los niños y niñas van de casa en casa cantando la cancioncilla:

Tía, tía, dame la chiquitía, que si no no eres mi tía

Con diversas variantes a lo largo de la geografía extremeña, para pedir de las castañas y demás productos que más tarde utilizarán en dicha merienda.
En Torreorgaz (Cáceres) y pueblos limítrofes como Albalá, por ejemplo, la canción es.

Tía, la chaquetía,

los pollos de mi tía,

unos cantan y otros pían

y otros piden

¡castañas cocías!

Igualmente se dice la cantinela en Feria, Badajoz.
En Medellín también se celebra la chaquetía, los niños y niñas recorren las calles y piden puerta por puerta con la siguiente cantinela:

Deme usted la chaquetía, pa... los pollos de mi tía Maria

En Puebla de Obando la cantinela  para pedir la chiquitía es: 

Tía María deme usted la chiquitía que mañana le vengo a dar los buenos días.

Inicialmente la chaquetía podía referirse al aguinaldo o estipendio que niños y niñas recogían de sus familiares o vecinos para atender los toques en los campanarios el día 2 de noviembre – conmemoración del día de los difuntos.
También se llama chaquetía a la romería o jira que se realiza en esos días (1 o 2 de noviembre) y a la comida que se lleva al campo en una cesta de mimbre, para merendar en grupo por la tarde en el campo.